# Gråbo, Visby

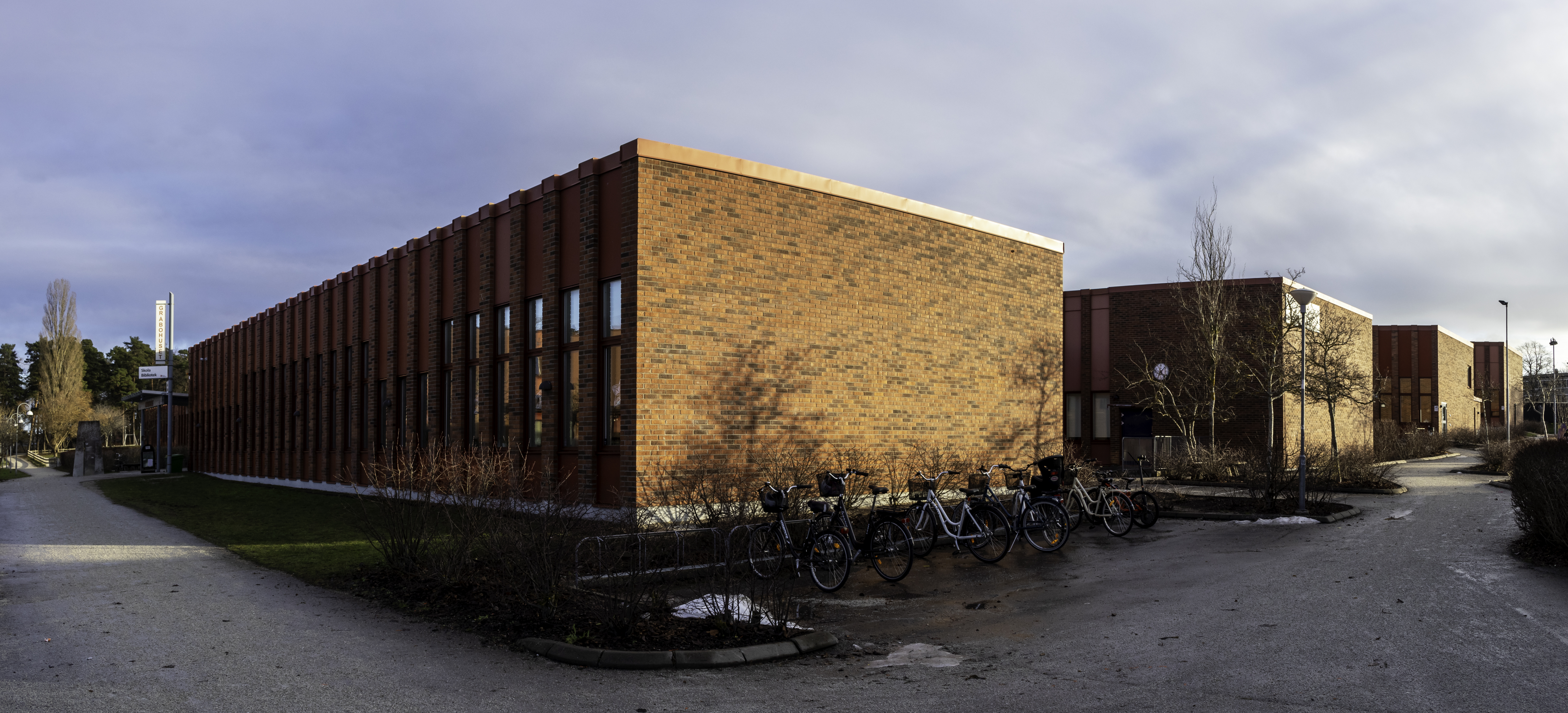
Skola och bibliotek på Gråbo.

Gråbo är ett bostadsområde i Visby, sydöst om Visby centrum. Området består av flerfamiljshus och radhus från 60- och 70-talen och har ett centrum med affär, skola, förskola och bibliotek.

## Historia
Namnet Gråbo är medeltida, Ivar Axelsson pantsatte Gråbo hage till franciskanmunkarna i Sankta Karins kloster. Det är troligen från dessa som ägorna fått sitt namn. Gråbo har ingått i Visby stads ägor. 1697 tillhörde Gråbo hage Catharina Burmeister. I området mellan Gråbo och Furulund låg Skolbetningen som på 1600-talet donerades till Visby trivialskola och fram till 1903 tillhörde Visby högre allmänna läroverk, då området såldes till Visby stad. 
Skolbetningen blev under 1800-talet populärt utflyktsmål, under 1900-talet användes platsen för nuvarande förskolan Kabyssen för tävlingar i Varpa, SM i varpa arrangerades här 1856, 1963 och 1970. När Gråbos bostadsområden började byggas flyttades varpaplanen till Rävhagen. Skolbetningen eller Furulundsskogen är dock fortfarande ett populärt utflyktsmål.
1802 såldes områdena för gårdarna Terra Nova och Gråbo till handelsmannen och skeppsredaren Lars Kinberg. Sommarnöjet Terra Nova uppfördes några år senare inom området. Gråbo gård, som kom att tillhöra hans svärson Johan Enequist, uppfördes troligen i samband med hans giftermål 1820. Efter Johan Enequist kom Gråbo gård att tillhöra inspektorn vid Kungsladugården Nils Pettersson. Han gav gården namnet Mariedal efter sin hustru. Namnet Mariedal kom dock aldrig att få fäste och ganska snart återfick den namnet Gråbo. 1936 splittrades Gråbo på tre händer sedan gården sålts. Under 1940-talet byggdes en omfattande trädgårdsodling upp här.
1946 hade tankar på bostadsbebyggelse i Gråboområdet börjat diskuteras i takt med att bostadsbristen i Visby ökade, och 1948 köpte Visby stad Gråbo gård. Plantskoleverksamheten fortsatte dock, och den stadsplan för bostäder i området som fastställdes 1952 med hyreshusbebyggelse kom att kritiseras för att husen kom att stå väl tätt och den kom inte att förverkligas. 1962 tillsattes dock en ny generalplankommitté och samma år köpte staden in resterande mark i området. 1963 flyttades plantskolan till Västerhejde, medan bostadshusen blev flyttade till Kneippbyn. Uthusen kom att stå kvar till 1968 innan de revs. Den nya generalplanen antogs 1967 och 1970 stod de första hyreshusområdet i kvarteret Stäven klara. 1971-1972 uppfördes Bogen 1 i anslutning till Terra Novas gamla gård, och 1974 invigdes Gråbo centrum.